# Sahongo
Sahongo est une localité située dans le département de Tanghin-Dassouri de la province du Kadiogo dans la région Centre au Burkina Faso.

## Géographie
Sahongo est situé à 4 km au sud de Dondoulma, 9 km au nord de Tanghin-Dassouri, le chef-lieu du département, et à environ 20 km à l'ouest du centre de Ouagadougou.
Le village est à 9 km au nord de la route nationale 1 et à 10 km au sud-est de la route nationale 2.

## Santé et éducation
Le centre de soins le plus proche de Sahongo est le centre de santé et de promotion sociale (CSPS) de Dondoulma tandis que le centre médical (CM) se trouve à Tanghin-Dassouri et que les hôpitaux sont à Ouagadougou.
Le village possède une école primaire publique.